# 坎貝爾鎮區 (明尼蘇達州威爾金縣)
坎貝爾鎮區（英語：Campbell Township）是位於美國明尼蘇達州威爾金縣的一個行政鎮區，於1879年設立。

## 地方資料
坎貝爾鎮區的面積為129.57平方千米，皆為陸地。根據2020年美國人口普查的數據，當地共有人口68人，而人口密度為每平方千米0.52人。